# 김석호 (축구 선수)
김석호(한국 한자: 金錫昊, 1994년 11월 1일 ~ )는 대한민국의 전 축구 선수이며, 포지션은 미드필더였다.